# Манхэттенская музыкальная школа
Манхэттенская музыкальная школа (англ. Manhattan School of Music) — высшее музыкальное учебное заведение (консерватория) в Нью-Йорке, США.
Основана в 1917 году; расположена на Авеню Клермонта (англ. Claremont Avenue) в районе Морнингсайд-Хейтс (англ. Morningside Heights), Нью-Йорка, рядом с Бродвеем (англ. Broadway) и 122-й улицей (англ. W. 122nd Street), расположена по соседству с Колумбийском университетом и другими известнейшими колледжами.
В школе обучаются более 1300 студентов из 40 стран, по программам бакалавриата, магистратуры и докторантуры.

## Учащиеся и выпускники
- Леонард, Изабель
- Хэнкок, Херби
- Карпец, Максим Иванович